# (20298) Gordonsu
(20298) Gordonsu (1998 FW77) – planetoida z pasa głównego asteroid okrążająca Słońce w ciągu 4,18 lat w średniej odległości 2,59 j.a. Odkryta 24 marca 1998 roku.